# Gerrit van Arkelbrug
De Gerrit van Arkelbrug (brug 1751) is een bouwkundig kunstwerk in Amsterdam-Noord.

## Inleiding
Tijdens de afronding van de werkzaamheden van Ringweg Noord kwam er tussen die snelweg en De Nieuwe Noorder een graslandje zonder bestemming te liggen. Eeuwenlang was het grasland al dan niet met vee erop, maar de ringweg zorgde voor verdere stadsverdichting daar. Er kwam tussen 1996 en 1999 een woonwijk te liggen met de ietwat vreemde naam Diopter. Die wijk wordt omringd door water. Voor de verbinding met de omgeving werden vier bruggen aangelegd.

## Brug
Brug 1751 is de verkeersbrug die zorgt voor de verbinding van het buurtje met de omgeving. Weliswaar geeft ook brug 2278 ook die verbinding, maar die straat eindigt aan beide kanten als voet- en fietspad. Brug 1751, die enige tijd ook brugnummer 2276 kreeg, is gebouwd in een V-vorm. Vanuit de G.J. Scheurleerweg ontstaat op de brug een scheiding tussen rijdekken voor inkomend en uitgaand verkeer met zicht op het onderliggende water. In die scheiding is achter een ronde geleiderailconstructie een groenvoorziening aangebracht. De rijdekken komen uit op een uitloper van het Daan Roodenburghplein genaamd Diopter. De brug kent vier balustraden, twee op de randen van de overspanning en twee als afscheiding van voetpaden. De balustraden worden gevormd door metalen leuningen en taps toelopende balusters met daartussen metalen kabels tegen doorvallen. Daar waar de wegen hier grotendeels met klinkers bestraat zijn, zijn de twee verkeersrijdekken geasfalteerd. 
Het waren de jaren dat de stadsdeelkantoren (mede) verantwoordelijk waren voor de infrastructuur; de Publieke Werken, eerder verantwoordelijk voor bruggen, was opgeheven. Het ontwerpen van bruggen werd uitbesteed. 
De brug werd ontworpen door Chris de Jonge, Louis Hoogveld en Kees de Kat, dan samenwerkend onder architectenbureau DeJonge Hoogveld en deKat (1991-1999, later JHK-Architecten) uit Utrecht; zij ontwierpen tevens alle woningen voor het wijkje.

## Naamgeving
Amsterdammers kunnen vanaf 2016 namen voorstellen voor in ontwikkeling zijnde straten, pleinen, etc., maar ook voor bestaande bruggen die alleen aangeduid worden met een brugnummer. Twee initiatiefnemers wilden een plek in de open ruimte vernoemen naar architect Gerrit van Arkel. Zij hadden daarvoor brug 52 op het oog. Die brug ligt voor gebouw Astoria, dat Van Arkel met Harmanus Hendrikus Baanders ontwierp. De commissie die over de vernoemingen ging, zag echter niets in een vernoeming naar Van Arkel in Amsterdam-Centrum en verzocht om een andere aanwijsbare plek. Die werd gevonden in en rondom wijkje Diopter waarin alle straten en pleinen vernoemd zijn naar Nederlandse architecten (G.J. Scheurleerweg is vernoemd naar tennisser Gerard Scheurleer). Uiteindelijk werd na vier jaar corresponderen het naambord op 17 augustus 2023 bevestigd.
<<< · 1701 · 1702 · 1703 · 1704 · 1705 · 1706 · 1707 · 1708 · 1709 ·  1710 · 1711 · 1714 · 1715 · 1716 · 1717 · 1718 · 1719 · 1720 · 1721 · 1722 · 1723 · 1725 · 1726 · 1727 · 1728 · 1729 · 1730 · 1731 · 1732 · 1733 · 1734 · 1735 · 1736 · 1737 · 1738 · 1739 · 1741 · 1742 · 1743 · 1745 · 1746 · 1747 · 1748 · 1749 · 1750 · 1751 · 1752 · 1753 · 1754 · 1755 · 1756 · 1757 · 1764 · 1765 · 1766 · 1767 · 1768 · 1769 · 1770 · 1771 · 1772 · 1773 · 1774 · 1775 · 1776 · 1777 · 1778 · 1779 ·  1780 · 1781 · 1782 · 1783 · 1784 · 1785 · 1786 · 1787 · 1788 · 1791 · 1792 · 1793 · 1794 · 1795 · 1796 · 1797 · 1798 · 1799 · >>>
Brugnummers brug 1712, 1713, 1724, 1740, 1744, 1758, 1759, 1760, 1761, 1762, 1763, 1789, 1790 zijn niet (meer) vergeven.